# Melidectes torquatus
Melidectes torquatus là một loài chim trong họ Meliphagidae.